# Totché
Le totché, parfois aussi toetché, est un gâteau traditionnel du canton du Jura, en Suisse. Il est fait de pâte levée au lait recouverte d'un mélange à base de crème aigre salée. Il appartient à la famille de tartes salée ou sallaye.

## Les recettes
Comme toutes les recettes familiales le totché connait de multiples variantes: les recettes disponibles donnent une pâte levée avec du lait et sauf exception sans œuf (il existe des totchés de Saint Martin avec de la pâte à l'œuf et au kirsch à Porrentruy). La garniture la plus simple est la crème aigre salée. Mais il n'est pas rare d'y ajouter de l'œuf ou de dorer le totché à l'œuf sans pour autant en faire une quiche (mélange crème dominante et œufs alors que la proportion pour le totché est un jaune pour 2 dl à 2 1/2 dl de crème). Le totché se fait sans fromage ni lard ou lardons,,.
Marginalement, des adaptations au gout italien (à la ricotta et pâte à l'huile d'olive) se rencontrent.

### Le totché au safran
C'est une variante qui a une belle couleur jaune,. Marie-Paule Gigon exclut le safran du totché de la Saint-Martin. Pourtant, dit-elle « dans la Vallée de Delémont et aux Franches-Montagnes, le lait est parfois coloré avec une pointe de safran et on ajoute de la farine et du safran au débattu. Autrefois cela permettait aux paysannes d’économiser des œufs ».

### Le totché aux pommes de terre
Cette variante consiste à ajouter une pomme de terre cuite en robe des champs pelée et écrasée avec la farine dans la pâte, ce qui donne une pâte légère. Se rencontre aussi sous le nom « totché de poirote salé et sucré » à Auxelles-Haut (France).

### Totché és poiérés, totché aux poireaux
Recette donnée par les patoisants, avec poireau, lard, fromage, œufs…

## Les rituels et usages

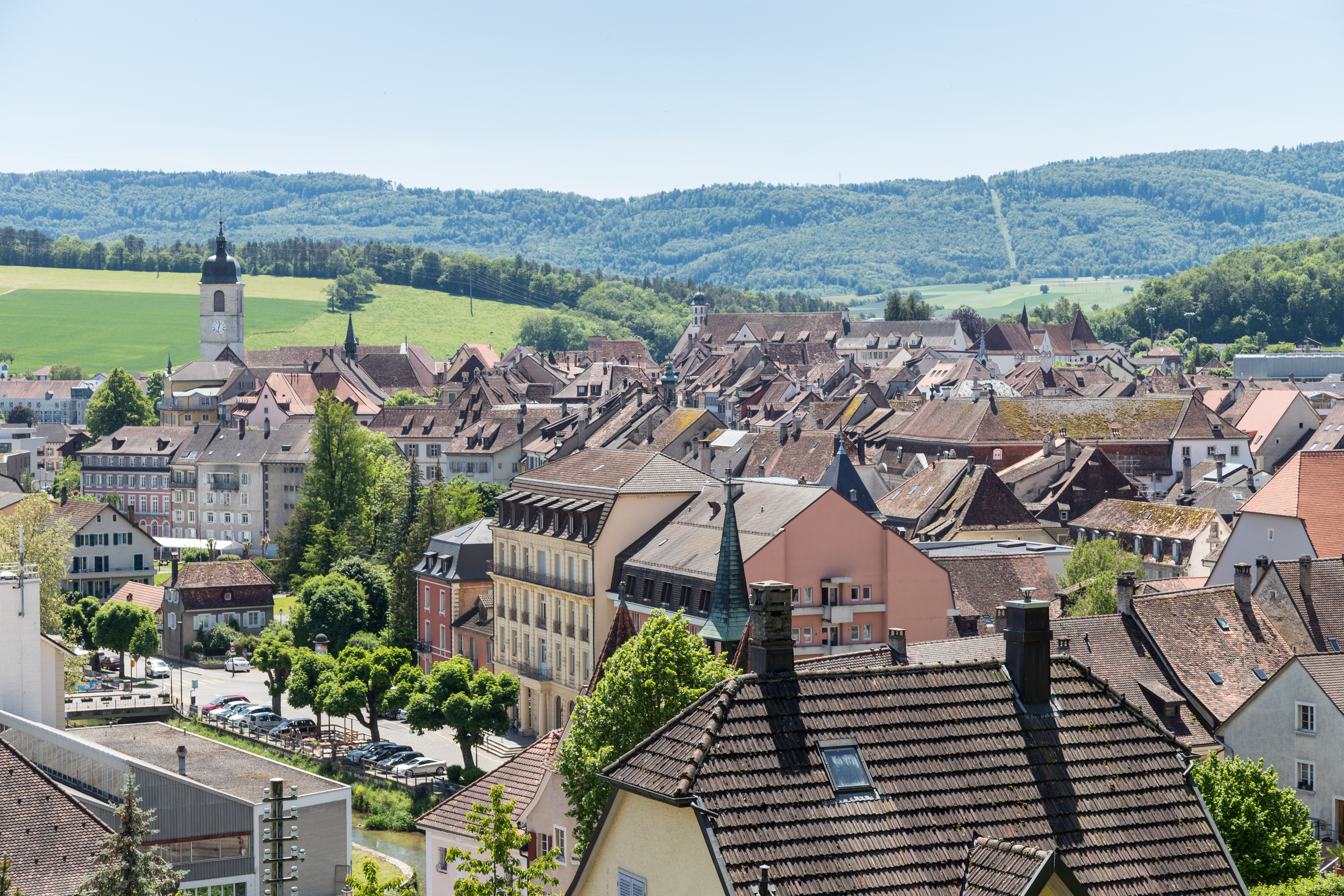
Porrentruy, dans la région de l'Ajoie.

Bien qu'il se mange toute l'année, il est traditionnellement un plat du repas de la Saint-Martin dans l'Ajoie. Quant à savoir si le totché se mange au début, au milieu ou à la fin du repas, Lise Bailat écrit : « Personne n’est d’accord. Le totché au début ou à la fin ? On le déguste différemment à Chevenez, en Ajoie ou à Courfaivre, dans le district de Delémont. On s’en moque, on mange ! »

## Dénomination
Les dénominations suivantes sont rapportées en Suisse : toetché, toétché, touetché, touètché, toitché, touétchi, tutsche, toutchai, toutiés, toutaie. Totché ou toetché sont donnés par Louis Gauchat dans son dictionnaire de patois de Suisse romande (il avance que le mot viendrait de « tourteau » : gâteau qu'on fait avec les raclures de pétrin quand on cuit au four). Totché serait un mot du dialecte gallo-romain franc-comtois, signifiant gâteau.
Elles se rapprochent de dénominations françaises sur la zone frontalière : toutché en Franche-Comté, tautche ou tavice dans les Vosges, à Gérardmer, toutchê de fîete à Belfort sur pâte à brioche (tourtou à Commentry, toutchè de Montbéliard), gâteau de frayure dans le pays de Montécheroux,,.

## Homonymie
- Jouer à cache-cache se disait jouer « à totche » dans le Valais et jouer « à tôches » dans l'Ain (totche : toucher)[19].
- Dans les Vosges, « toche », prononcé « totche », désigne l'aiguille (on ne sait pas laquelle, peut-être les deux) de l'horloge ou de la montre[20].